# NGC 126
NGC 126 ist eine Linsenförmige Galaxie vom Hubble-Typ SB0 im Sternbild Fische auf der Ekliptik. Sie ist schätzungsweise 185 Millionen Lichtjahre von der Milchstraße entfernt und hat einen Durchmesser von etwa 45.000 Lichtjahren. Ihre Bewegungsrichtung und Radialgeschwindigkeit scheinen anzuzeigen, dass es sich um ein Mitglied der NGC 128-Galaxiengruppe (LGG 6) handelt.
Das Objekt wurde am 4. November 1850 von dem irischen Astronomen Bindon Blood Stoney, einem Assistenten von William Parsons, entdeckt.